# 迷股龍屬
迷股龍屬（屬名：Apatomerus）意為「令人疑惑的股骨」，是種已滅絕爬行動物，目前只發現一個化石（編號KUVP 1199），發現於美國堪薩斯州的奇歐瓦頁岩層，年代為下白堊紀的阿爾比階。化石是在1893年所發現，當時被鑑定為一個鱷魚的股骨，之後在1903年由塞繆爾·溫德爾·威利斯頓（Samuel Wendell Williston）歸類於翼龍目。這個分類持續到70年代，現在被遺棄。近期的翼龍類概述，例如彼得·沃爾赫費爾（Peter Wellnhofer）、以及Donald F. Glut的研究並沒有包含迷股龍；而西部內陸海道岩層的權威Mike Everhart認為這個骨頭比較可能是蛇頸龍類四肢的某個骨頭上部。